# Puna (genre)
Pour les articles homonymes, voir Puna (homonymie).
Genre
Puna est un genre d'opilions laniatores de la famille des Cranaidae.

## Distribution
Les espèces de ce genre sont endémiques d'Équateur.

## Liste des espèces
Selon World Catalogue of Opiliones (30/03/2024) :
- Puna festae Roewer, 1925
- Puna metatarsalis (Kury, 1994)

## Systématique et taxinomie
Ce genre a été décrit par Roewer en 1925 dans les Gonyleptidae.

## Publication originale
- Roewer, 1925 : « Opilioniden aus Süd-Amerika. » Bollettino dei Musei di Zoologia e di Anatomia Comparata della Reale Università di Torino, vol. 40, p. 1–34.